# Іван Гойцевич
Іван (Івашко) Гойцевич, рідше Гойцович (ст.-укр. Ивашко Кгоицевич, пол. Iwaschko Goyczewicz, лит. Jonas Gojcevičius; ? — після 1467) — староста новогрудський (1433—1435), намісник полоцький (між серпнем 1440 й квітнем 1444), намісник вітебський (1445—1452).
Про походження боярина майже нічого не відомо; мав брата Юшка й Федька. Уперше згадується в Троцькій унії Литви з Польщею (1433). На момент укладення зазначеної угоди користувався гербом негородельського походження. На думку польської науковиці Беати Можейко, вживаний ним знак подібний до герба Довойнів, що може свідчити про спорідненість. Звістки про топографію володінь й посад опосередковано підкріплюють це припущення.
Вотчинні землі розкинулись, запевно, у Новогрудському повіті. 1461 року Івашко одружився з Агрипиною, дочкою волинського князя Василя Острозького «Красного». У посаг з боку матері Ганки та дістала села Новоставці та Іллін в Острозькому повіті. Шлюб виявився бездітним. Від чоловіка Агрипина отримала обійстя Дорогово й данників з с. Хотеничі, а по його смерті вчинила конверсію в католицтво і ще двічі виходила заміж: спочатку за Михайла Нацевича (з ним мала доньку Ганну), а згодом — Войтеха (Альберта) Яновича Клочко.
З часу обіймання посади у Полоцьку збереглась, серед іншого, грамота пана Івашки Гойцевича до ризьких ратманів з проханням вернути захоплені у полоцьких купців товари й вирішити спір між сторонами судовим шляхом. В 1445 і 1446 рр. послував до магістра Тевтонського ордену. Роком пізніш брав участь у переговорах з представниками Лівонії стосовно кордону з нею. Взимку 1444-45 досилався одним із воєвод у поході на Велике князівство Московське; литовські війська тоді «съ Колуги взяли окупъ, а подъ Козельскомъ стояли недѣлю».
Брав участь у віленському сеймовому з'їзді (3–10 січня 1452).  
Востаннє подибується в Литовській метриці під 1467 рік, коли король дав був Юшку з братом «семъ ч(о)л(о)в(е)ковъ, и панъ Ивашко Кгоицевич у него два ч(о)л(о)в(е)ки был отнял. И онъ клал перед нами грамоты, и мы, смотревши на грамоты, вернули имъ одного ч(о)л(о)в(е)ка, на имя Чижловичи, а другого отняли». 